# Tinnsjå
Tinnsjå (in inglese Lake Tinn), noto anche come "Tinnsjø" e "Tinnsjøen", è uno dei laghi più estesi della Norvegia e più profondi d'Europa. 
Si trova tra i comuni di Tinn e Notodden, nella contea di Telemark. Dista circa 130 km da Oslo. L'immissario a ovest è il fiume Måna, che defluisce dal Møsvatn e, superato il Rjukan, affluisce nel Tinnsjå. Dal nord, il fiume Mår defluisce dai laghi Gøystavatn e Kalhovdfjorden dentro il Tinnsjå. Tinnsjå è parte del fiume Skiensvassdrag, e sfocia attraverso il fiume Tinnelva a sud, fino a Heddalsvatn.
Nel 1944, durante l’occupazione tedesca della Norvegia, il traghetto SF Hydro fu affondato nel Tinnsjå dalla resistenza norvegese. I tedeschi, infatti, stavano utilizzando il traghetto per trasportare una grande quantità di acqua pesante in Germania, dove sarebbe stata utilizzata per la ricerca sulle armi nucleari. L’acqua pesante era stata precedentemente prodotta a Vemork, una fabbrica in Rjukan. Il relitto del traghetto fu scoperto nel 1993.
Nel 2004 fu ispezionato e filmato per un episodio di NOVA, una serie TV scientifica americana. Sono stati recuperati campioni di acqua pesante che hanno confermato l'arricchimento isotopico del deuterio. Durante questa attività, la troupe è venuta a conoscenza di un pesce insolito, che nuotava vicino al fondale del lago, alla profondità di 430 metri. Due esemplari dello sconosciuto pesce furono catturati nell’aprile del 2005. Dalle analisi eseguite, è risultato che il pesce è strettamente imparentato al salmerino alpino. Il pesce, di colore chiaro e semitrasparente, è lungo fino a 15 cm e non è dotato di vescica natatoria.